# Modelloper
Der Begriff Modellopern (chin. 样板戏 yàngbănxì) bezeichnet die in der Kulturrevolution (1966–1976) unter dem Einfluss der KPCh entstandenen politischen Peking-Opern, Ballette, Sinfonien und Klavierstücke.

## Geschichte
Bereits vor der Kulturrevolution hatte es Bestrebungen gegeben die traditionelle Oper zugunsten revolutionärer Stücke zu reformieren. Diese konnten sich jedoch nicht durchsetzen, da sich die traditionellen Stücke größerer Beliebtheit erfreuten.
Mit Beginn der Kulturrevolution wurde die traditionelle Oper laut Mao Zedong und dessen Frau Jiang Qing von politischen Gegnern genutzt um Kritik an Maos Politik zu üben (-vgl. der Fall Wu Han). Unter dem Einfluss Jiang Qings wurden 1962 zunächst Stücke mit übernatürlichen Komponenten und kurz darauf Stücke mit historischem Inhalt von den Bühnen verbannt. Auf diese Weise wurde das Repertoire ab 1963 immer weiter reglementiert, so dass die Modellopern im Laufe der Kulturrevolution zur einzigen offiziell geduldeten Kunstform avancierten und sich eine Monokultur der Modellopern entwickelte.
Besonders in den Anfangsjahren der Kulturrevolution waren die Modellopern beliebt und omnipräsent. Es gab Aufführungen speziell auserkorener Schauspieltruppen, die Arien der Modellopern wurden bei der Arbeit auf den Feldern und in den Fabriken gesungen und im Radio gespielt. Ab 1970 wurden einige der Modellopern verfilmt und eroberten so Kino und Fernsehen.
Eine wichtige Rolle bei der Schaffung der Modellopern spielte neben Jiang Qing Yu Huiyong, der damalige Kultusminister und die kreative Kraft hinter einigen bedeutenden Modellopern, insbesondere aus der zweiten Hälfte der Kulturrevolution.

## Wertung
Obwohl die Modellopern unmissverständliche politische Botschaften enthalten, sind sie doch von hoher künstlerischer Qualität. Aus diesem Grund erfreuen sich einige der Modellopern auch heute noch großer Popularität. Zu diesen beliebten Stücken zählen die Opern Die Legende der roten Laterne, Shajiabang, Mit taktischem Geschick den Tigerberg erobert und das Ballettstück Das Rote Frauenbataillon, das z. B. 1972 bei dem Chinabesuch des US-Präsidenten Richard Nixon aufgeführt wurde.

## Liste der Modellopern

### Die acht „Original“-Modellopern

#### Pekingopern
- Die Legende der roten Laterne (chin. 红灯记 Hóng dēng jì)
- Shajiabang (chin. 沙家浜)
- Mit taktischem Geschick den Tigerberg erobert (chin. 智取威虎山 Zhiqu weihushan)
- Attacke auf das Regiment vom Weißen Tiger (chin. 奇袭白虎团 Qixi baihutuan)
- Am Hafen (chin. 海港 Haigang)

#### Ballettstücke
- Das Weißhaarige Mädchen (chin. 白毛女 Baimaonü)
- Das Rote Frauenbataillon (chin. 红色娘子军 Hongse niangzijun)

#### Sinfonien
- Shajiabang

### Weitere Modellopern bis 1976

#### Pekingopern
- Azaleenberg (chin. 杜鹃山 Dujuanshan)
- Ode an den Drachenfluss (chin. 龙江颂 Longjiang song)
- Kampf in der Ebene (chin. 平原作战 Pingyuan zuozhan)
- Die Felsenbucht (chin. 磐石湾 Panshi wan)
- Das Rote Frauenbataillon

#### Ballettstücke
- Ode an die Yimeng-Berge (chin. 沂蒙颂 Yimeng song)
- Steppenkinder (chin. 草原儿女 Caoyuan ernü)

#### Sinfonien
- Mit Geschick den Tigerberg erobern

#### Klavierstücke
- Klavierkonzert vom Gelben Fluss
- Klaviermusik zu Die Rote Laterne

### Regionale Adaptionen
Zusätzlich zu den offiziellen Fassungen der Opern gab es zahlreiche regionale Adaptionen, in denen die Modellopern an regionale Dialekte und teilweise regionale musikalische Elemente angepasst wurden. Ein Beispiel hierfür ist Sagabong, die kantonesische Adaption von Shajiabang. Der Vorteil dieser regionalen Adaptionen lag darin, dass eine größere Anzahl von Menschen erreicht werden konnte. Nachteile waren hingegen der schwierige Schaffungsprozess der Adaptionen und der Verlust der regionalen musikalischen Identität, die zuvor in den Regionalopern Ausdruck fand.

## Der Schaffungsprozess der Modellopern
Generell war der Schaffungsprozess der Stücke und insbesondere der Pekingopern kompliziert. Die Stücke wurden einstudiert, geprobt und bis zu ihrer Fertigstellung immer wieder revidiert und umgeschrieben. War dieser langwierige Prozess abgeschlossen wurde das jeweilige Stück vor einem speziell ausgewählten Publikum aufgeführt und anschließend erneut revidiert.

## Inhalt, Stilmittel und Musik

### Inhalt
Laut Mao Zedong wurde die Bühne vor der Kulturrevolution von Herrschern, Königen, Generälen, Ministern, Gelehrten und Edeldamen dominiert. Diese sollten nun durch Arbeiter, Bauern und Soldaten ersetzt werden. Die Grundaufgabe der Modellopern war die Erschaffung proletarischer Helden, Bilder und Charaktere für proletarische Massen. Sie sollten als Vorbild für politisch korrekten Inhalt und auch für menschliche Handlungsweisen dienen. In den Stücken sollte der revolutionäre Alltag seit Gründung der Volksrepublik China unter Hinzufügung romantischer Elemente aufgearbeitet werden. Der ursprüngliche Kampf von Gut gegen Böse in der traditionellen Oper wurde so zum Klassenkampf Arbeiter, Bauern und Soldaten gegen Grundbesitzer und andere bourgeoise Feinde.

### Stilmittel
Die Modellopern bedienen sich einiger Stilmittel der traditionellen Pekingoper, wie z. B. Farbsymbolik, Gestik, Akrobatik und Deklamatorik. Zudem wurden verschiedene Beleuchtungen eingesetzt, um Stimmung zu erzeugen oder das Auftreten der positiven
und negativen Charaktere zu unterstreichen.

#### Das Prinzip der drei Hervorhebungen
Ein spezielles Stilmittel der Modellopern ist das Prinzip der drei Hervorhebungen (chin. 三突出 san tuchu). Unter allen Charakteren eines Stückes sollen die positiven Figuren hervorgehoben werden, unter den positiven Figuren die Helden und unter den Helden der Hauptheld.

#### Die fünf Charaktertypen
Die Modellopern kannten fünf Charaktertypen:
- Den Haupthelden, das proletarische Vorbild.
- Den wechselhaften Charakter, der im Kern ein heldenhafter Charakter ist, aufgrund falscher Einflüsse und Ideen jedoch Fehler macht und vom Haupthelden bekehrt werden muss.
- Die heldenhaften Charaktere sind vergleichbar mit den positiven Charakteren, sind jedoch individueller ausgearbeitet.
- Die positiven Charaktere, die die breiten Massen darstellen. Sie unterstreichen die Darstellung des Haupthelden, indem sie sein gutes Verhältnis zum Volk betonen.
- Die negativen Charaktere, die in ihrer Boshaftigkeit den Gegensatz zur Tugendhaftigkeit des Haupthelden darstellen.

Dieses Charaktermodell wurde später stark kritisiert, da die Charaktere keinerlei Facetten aufwiesen und Konflikte nur zwischen Gut und Böse, aber nie innerhalb einer Figur stattfanden.

### Musik
Die Musik der Modellopern vereint westliche Elemente in Form von Melodien und Instrumenten mit traditionellen chinesischen Melodien, Rhythmen, Tänzen und revolutionären Liedern, westlichem Ballett und Militärmusik. Bei den Modellopern handelt es sich in musikalischer Hinsicht somit um kulturelle Hybride.